# پناهنگاه صخره‌ای نثار نالشکنه
پناهنگاه صخره‌ای نثار نالشکنه مربوط به دوران پارینه‌سنگی جدید است و در شهرستان کوهدشت، بخش مرکزی، دهستان کوهدشت، روستای دالاب واقع شده و این اثر در تاریخ ۲۸ اسفند ۱۳۸۵ با شمارهٔ ثبت ۱۸۴۹۴ به‌عنوان یکی از آثار ملی ایران به ثبت رسیده‌است.